# Gemini 10
Gemini 10 fue una misión espacial tripulada del programa Gemini, de la NASA, realizada en julio de 1966. Fue el octavo vuelo tripulado del programa Gemini, y el decimosexto del programa espacial estadounidense.

## Tripulación
- John W. Young, Comandante
- Michael Collins, Piloto

### Tripulación de reemplazo
- Alan L. Bean
- Clifton C. Williams